# 船戶站
- 關於高知縣高知市的電車站，請見「舟戶停留場」。
- 關於德島縣的同名車站，請見「德島線#廢止區間」。

船戶站（日语：／ Funato eki */?）是位於和歌山縣岩出市船戶222番1號，西日本旅客鐵道（JR西日本）的和歌山線車站。

## 歷史
- 1898年（明治31年）5月4日 - 紀和鐵道（日语：紀和鉄道）和歌山站（現時：紀和站）至船戶臨時停車場之間開通，船戶臨時停車場暫時啟用（該停車站位於現場西邊）[1]。
- 1899年（明治32年）1月1日 - 現時的船戶站啟用。同時船戶臨時停車場廢止。
- 1900年（明治33年）8月24日 - 紀和鐵道延長至粉河臨時停車場[1]。
- 1904年（明治37年）12月9日 - 南和鐵道路線由關西鐵道繼承，成為關西鐵道車站[1]。
- 1907年（明治40年）10月1日 - 關西鐵道被國有化（日语：鉄道国有法），成為帝國鐵道廳車站[1]。
- 1909年（明治42年）10月12日 - 制定路線名稱，成為和歌山線車站[1]。
- 1984年（昭和59年）10月20日 - 成為無人車站。
- 1987年（昭和62年）4月1日 - 伴隨國鐵分割民營化，車站由西日本旅客鐵道（JR西日本）營運[1][2]。
- 2013年（平成25年）2月 - 設置自動售票機。
- 2020年（令和2年）3月14日 - 車站開始可以使用IC卡「ICOCA」[3]。

### 鐵道唱歌
在1900年（明治33年），由大和田建樹作詞的鐵道唱歌第5集（關西、參宮、南海篇）中，第49號歌詞中出現了此站。

當中歌詞的「和歌山」指現在的紀和站。

## 車站構造
車站是一座地面車站，設有2面2線的相對式月台。車站大樓位於上行月台側。兩月台之間設有露天跨線橋連接。
此站是由橋本站管理的無人車站。在昔日有人車站時代，車站設有檢票業務。現時遺留了車站職員室並已經封閉。此站設有簡易自動售票機和廁所（位於檢票口內）。

### 月台
| 月台 | 路線     | 上下行 | 方向           |
| ---- | -------- | ------ | -------------- |
| 1    | 和歌山線 | 上行   | 粉河、橋本方向 |
| 2    | 和歌山線 | 下行   | 和歌山方向     |

## 使用狀況
以下為1日平均乘車人次：
| 年度   | 1日平均 乘車人次 |
| ------ | ---------------- |
| 1998年 | 303              |
| 1999年 | 290              |
| 2000年 | 296              |
| 2001年 | 276              |
| 2002年 | 246              |
| 2003年 | 242              |
| 2004年 | 240              |
| 2005年 | 243              |
| 2006年 | 256              |
| 2007年 | 252              |
| 2008年 | 260              |
| 2009年 | 244              |
| 2010年 | 247              |
| 2011年 | 239              |
| 2012年 | 237              |
| 2013年 | 259              |
| 2014年 | 254              |
| 2015年 | 242              |
| 2016年 | 252              |
| 2017年 | 257              |
| 2018年 | 264              |

## 車站周邊
車站附近設有大型農田。
- 大宮神社（日语：大宮神社 (岩出市)）
- 岩出市立岩出小學（日语：岩出市立岩出小学校）
- 近畿地方建設局和歌山工事事務所船戶出張所
- 伊藤酒店
- 大和街道 - 於車站附近通過，連接和歌山市至三重縣松阪市。
- 紀之川與貴志川（日语：貴志川）匯合處 - 昔日設有渡船橫過紀之川。由於車站附近設有存放船隻的小屋（→戶），因此地方便名為「船戶」。
- 船戶山古墳群
- 和歌山線紀之川橋樑

## 相鄰車站
西日本旅客鐵道（JR西日本）
 和歌山線
■快速
通過
■普通
岩出－船戶－紀伊小倉

## 注腳
1. 1 2 3 4 5 6  曾根悟（監修）. 朝日新聞出版分冊百科編集部（編集） , 编. . 週刊朝日百科. 42号 阪和線・和歌山線・桜井線・湖西線・関西空港線. 朝日新聞出版. 2010-05-16: 20–21 （日语）.
2. ↑  『交通年鑑 昭和63年版』 交通協力會，1988年3月。
3. ↑   (PDF) (新闻稿). 西日本旅客鉄道和歌山支社. 2019-12-13  [2021-01-08]. （原始内容 (PDF)存档于2021-01-04） （日语）.
4. ↑  《和歌山縣統計年鑑》和《和歌山縣公共交通機關等資料集》

## 外部連結
- 船戶｜車站資訊：JR出門網 - 西日本旅客鐵道（日語）